# 内野ぽち
内野 ぽち（うちの ぽち）は、日本の女性声優。主にアダルトゲームに声をあてている。

## 出演
太字はメインキャラクター。

### アダルトゲーム
2003年
- Maple Colors（二曜 頼子）

2004年
- boin（衣更 透子）- ED「こっちを見てね」担当
- まじかる☆ている（レン・ジョルジャーゼ）

2005年
- 七瀬恋（岩井 乃衣子）
- 羽くんの憂鬱（如月 法子）
- お嬢様組曲（有栖摩 香津美）

2006年
- CROSS FIRE（天海 百合）
- エーデルヴァイス（苅野 すみ江）
- その花びらにくちづけを（松原 優菜）

2007年
- リゾートBOIN（新条 叶）
- 魔法戦士エリクシルナイツ（秋山 雫）
- うつりぎ七恋天気あめ（明松 月砂、亜多良 静鶴）

2008年
- その花びらにくちづけを 唇とキスで呟いて（松原 優菜）

2011年
- 君がいた季節 リメイク版（香月 ミツコ）[1]
- 正しき姫初め（お市）
- しゅ〜てぃんぐ妹スター☆〜おにいちゃん、覚悟しててよね♪〜（東西南北凪）

2012年
- SHINY DAYS（加藤 乙女）[2]
- その花びらにくちづけを ミカエルの乙女たち（松原 優菜）

2013年
- その花びらにくちづけを 白雪の騎士（松原 優菜）

2016年
- ごくかの!〜タマとらせてもらいます〜（中山 紅愛）
- 僕の大好きな叔母さん（篠田 郁美）

### 一般向ゲーム
- Maple Colors〜決戦は学園祭!〜（2005年、二曜 頼子）
- お嬢様組曲 -Sweet Concert-（2007年、有栖摩 香津美）

### アダルトアニメ
2003年
- 大悪司（由女）

2004年
- BLACK GATE 姦淫の学園（海老塚 南波）

2005年
- boin（衣更 透子）

2010年
- 聖徒会長ヒカル（セイラ 神居）[3]

2012年
- 魍魎の贄（春日井 千尋）

2007年
- 癒してあげルン 西遊記（シャオタオ）

2011年
- 貴方だけこんばんわ（音澄 陽子）
- 学園3 〜華麗なる悦辱〜（リディム・アーセス）

2013年
- 催眠術ZERO（笠谷理枝）

2014年
- 女子高生の腰つき 写真部編（生方 葵）
- オトメヒメ（奥野 めぐみ）

### ドラマCD
- あきそら（2009年、葵 アキ）